# Победа (Вяземский район)
Победа — деревня в Вяземском районе Смоленской области России. Входит в состав Относовского сельского поселения. Население — 1 житель (2007).

## Географическое положение
Расположена в восточной части области в 3 км к западу от Вязьмы, в 1,5 км севернее автодороги М1 «Беларусь», на берегу реки Бебря. В 6 км южнее деревни расположена железнодорожная станция Золотарёвка на линии Москва — Минск. 

## История
В годы Великой Отечественной войны деревня была оккупирована гитлеровскими войсками в октябре 1941 года, освобождена в марте 1943 года.
В 1963 году указом Президиума Верховного Совета РСФСР деревня Жипино Вяземского сельского района переименована в деревню Победа. 